# マンガン酸ナトリウム
マンガン酸ナトリウム（マンガンさんナトリウム、英: sodium manganate）は、化学式が Na2MnO4 で表されるナトリウムのマンガン酸塩である。暗緑色の固体で、アナログにK2MnO4がある。
マンガン酸ナトリウムは、二酸化マンガンと水酸化ナトリウムの酸化では合成できない。この酸化は溶液中で不安定なマンガン(V)塩のNa3MnO4で反応が止まってしまうからである。そのため、塩基性条件で過マンガン酸ナトリウムを還元することによって合成される。
{\displaystyle {\ce {4 NaOH\ + 4NaMnO4 -> 4 Na2MnO4\ + 2 H2O\ + O2}}}